# Synagoge (Dauhinawa)

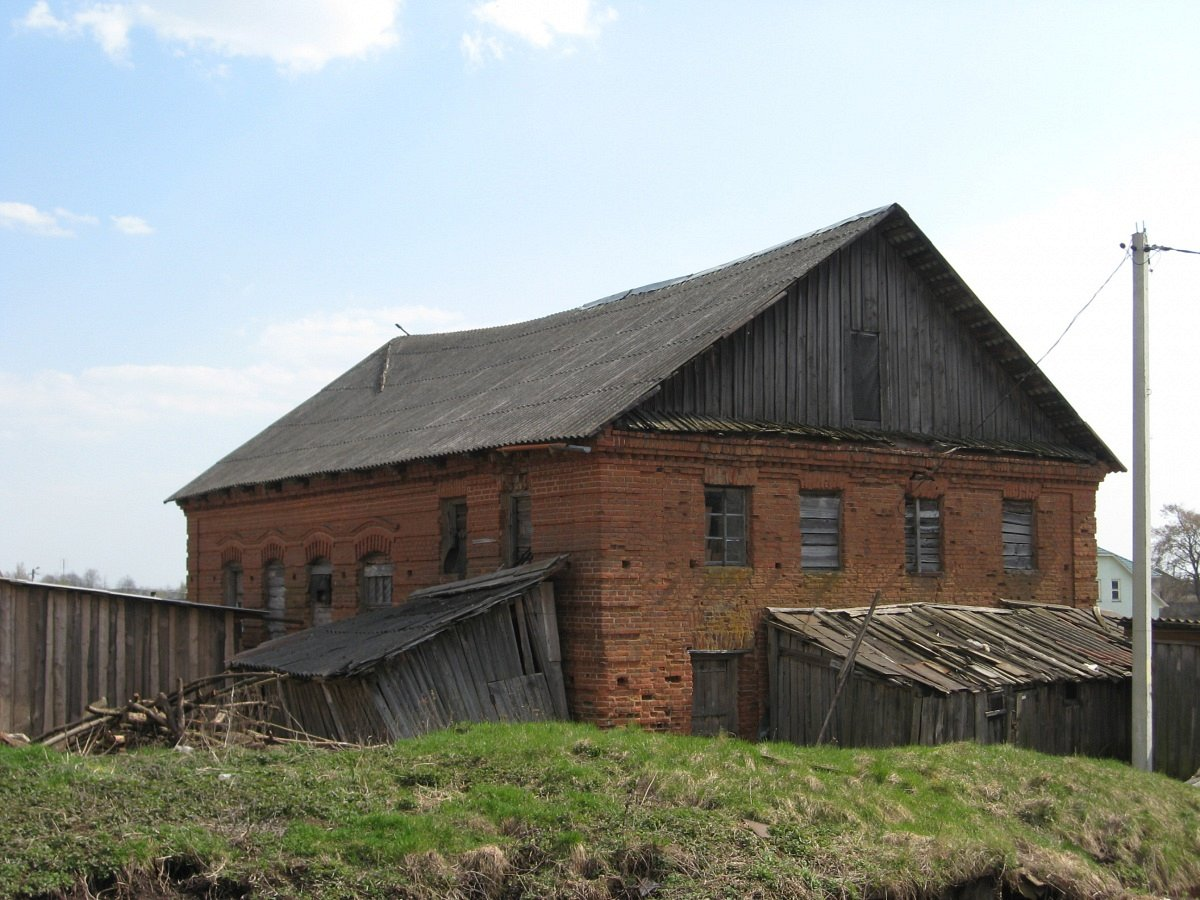
Synagoge in Dauhinawa

Die Synagoge in Dauhinawa (belarussisch Даўгінава), einem belarussischen Ort im Rajon Wilejka in der Minskaja Woblasz, wurde im 19. Jahrhundert errichtet.
In Dauhinawa lebten mehrheitlich jüdische Bürger, von denen nahezu alle von den deutschen Besatzern während des Holocausts ermordet wurden.
Die Synagoge wird seitdem als Lager genutzt.